# 追分郵便局 (秋田県)
追分郵便局（おいわけゆうびんきょく）は秋田県秋田市金足追分にある郵便局。民営化前の分類では集配特定郵便局であった。

## 概要
住所：〒010-0199 秋田県秋田市金足追分字海老穴273

## 沿革
- 1902年（明治35年）12月16日 - 南秋田郡金足村大字下刈に追分郵便局（三等）として開設[1][2]。同日、貯金取扱を開始。
- 1908年（明治41年）12月1日 - 電信事務を開始[3]。
- 1921年（大正10年）10月16日 - 電話通話事務を開始[4]。
- 1929年（昭和4年）
  - 2月11日 - 特設電話加入申込の受理を開始[5]。
  - 5月6日 - 電話交換業務および電話加入者の託送電報取扱を開始[6]。
- 1943年（昭和18年）9月1日 - 追分電信取扱所の廃止に伴い、取扱事務を承継する[7]。
- 1964年（昭和39年）7月1日 - 南秋田郡昭和町乱橋、佐渡、八丁目地区の集配業務を大久保郵便局に移管。
- 1972年（昭和47年）6月21日 - 電話交換業務を土崎電報電話局に移管[8]。
- 2007年（平成19年）10月1日 - 民営化に伴い、併設された郵便事業秋田支店追分集配センターに一部業務を移管。
- 2012年（平成24年）10月1日 - 日本郵便株式会社の発足に伴い、郵便事業秋田支店追分集配センターを追分郵便局に統合。

## 取扱内容
- 郵便、印紙、ゆうパック、チルドゆうパック、内容証明、国際郵便
- 貯金、為替、振替、振込、国債
- 生命保険、バイク自賠責保険、がん保険
- ゆうちょ銀行ATM
- 秋田市内の一部地域および潟上市天王地区内の一部地域（〒010-01xx）の集配業務

## 周辺
- 秋田市立秋田北中学校
- 秋田県立小泉潟公園
- 秋田県立大学秋田キャンパス
- 秋田県立金足農業高等学校

## アクセス
- JR奥羽本線・男鹿線 追分駅から徒歩約5分
- 秋田中央交通バス 追分三叉路停留所下車
- 秋田自動車道 昭和男鹿半島ICから南へ約6km、秋田北ICから北西へ約7km
- 国道7号沿い
- 駐車場あり：3台